# Stammerdorf (Gemeinde Sankt Georgen am Längsee)
Stammerdorf (früher auch Stammersdorf) ist eine Ortschaft in der Gemeinde St. Georgen am Längsee im Bezirk Sankt Veit an der Glan in Kärnten (Österreich). Die Ortschaft hat 24 Einwohner (Stand 1. Jänner 2024). Sie liegt auf dem Gebiet der Katastralgemeinde Launsdorf.

## Lage
Die Ortschaft liegt im Zentrum des Bezirks Sankt Veit an der Glan, im Norden der Gemeinde Sankt Georgen am Längsee, rechtsseitig der Gurk, gegenüber von Passering, am südlichen Rand des Krappfelds. Zur Ortschaft gehören auch zwei Häuser, die gut 500 m südlich des Weilers liegen.

## Geschichte
Im Bereich Passering-Stammerdorf wird schon für die Römerzeit das Vorhandensein einer Gurkbrücke angenommen. Südlich von Stammerdorf wurde Ende des 19. Jahrhunderts eine römerzeitliche Siedlung ausgegraben.
Auf dem Gebiet der Steuergemeinde Launsdorf liegend, gehörte Stammerdorf in der ersten Hälfte des 19. Jahrhunderts zum Steuerbezirk Osterwitz. Bei der Bildung der Ortsgemeinden im Zuge der Reformen nach der Revolution 1848/49 kam Stammerdorf an die Gemeinde Sankt Georgen am Längsee.

## Bevölkerungsentwicklung
Für die Ortschaft ermittelte man folgende Einwohnerzahlen:
- 1869: 9 Häuser, 71 Einwohner[3]
- 1880: 11 Häuser, 77 Einwohner[4]
- 1890: 8 Häuser, 67 Einwohner[5]
- 1900: 8 Häuser, 60 Einwohner[6]
- 1910: 7 Häuser, 64 Einwohner[7]
- 1923: 7 Häuser, 58 Einwohner[8]
- 1934: 50 Einwohner[9]
- 1961: 9 Häuser, 33 Einwohner[10]
- 2001: 9 Gebäude (davon 7 mit Hauptwohnsitz) mit 8 Wohnungen; 24 Einwohner und 6 Nebenwohnsitzfälle; 8 Haushalte; 0 Arbeitsstätten, 4 land- und forstwirtschaftliche Betriebe[11]
- 2011: 7 Gebäude, 26 Einwohner, 8 Haushalte, 1 Arbeitsstätte[12]
- 2021: 7 Gebäude, 23 Einwohner, 9 Haushalte, 4 Arbeitsstätten[13]